# Danakilia franchettii
Espèce
Statut de conservation UICN

 EN B2ab(iii) : En danger
Danakilia franchettii est une espèce de poissons de la famille des Cichlidae, et endémique du lac Giulietti en Éthiopie et dans les drainages environnants.

## Taille
Danakilia franchettii mesure une taille maximale d'environ 9 cm.

## Un Tilapien
Danakilia franchettii fait partie du groupe des Tilapiens, qui regroupe le Oreochromis, les Sarotherodon, les Tilapia et bien sûr Danakilia.